# Gynoplistia (Gynoplistia) scimitar scimitar
Gynoplistia (Gynoplistia) scimitar scimitar is een ondersoort van de tweevleugelige Gynoplistia (Gynoplistia) scimitar uit de familie steltmuggen (Limoniidae). De ondersoort komt voor in het Australaziatisch gebied.